# Sari (by)
 For alternative betydninger, se Sari. (Se også artikler, som begynder med Sari)
Sari (ساری på Taberisk) er en by i det nordlige Iran mellem de nordlige skråninger af Alborz bjergene og den sydlige kyst af det Kaspiske Hav. Byen har ca. 347.402 indbyggere (2016) og er hovedby i Mazenderan provinsen.